# إعادة التسويق عبر البريد الإلكتروني
يشير مصطلح إعادة التسويق عبر البريد الإلكتروني إلى أنظمة البريد الإلكتروني التي يستخدمها التجار لمتابعة زوار المواقع على الإنترنت ممن لا يقومون بالفعل الشرائي المرغوب. فهو شكل مطور من التسويق عبر البريد الإلكتروني يهدف إلى إعادة جذب مشاهدي أو عملاء الموقع. بمعنى آخر، تكمن فكرة إعادة التسويق عبر البريد الإلكتروني برمتها في جذب الزبائن أو العملاء مرة أخرى للقيام بعمليات الشراء وزيادة العملاء المتكررين.

## أنواع إعادة التسويق عبر البريد الإلكتروني
يمكن أن تتم إعادة التسويق عبر البريد الإلكتروني من خلال أنواع رسائل إلكترونية عديدة، مثل:

### الرسائل الإلكترونية الناجمة عن الإحجام عن التصفح
تعيد الرسائل الإلكترونية الناجمة عن الإحجام عن التصفح الاتصال بين التجار وزوار الموقع ممن غادروا الموقع دون أن يشتروا، ما يتيح الفرصة بتحويل المستعرضين إلى مشترين حقيقيين. يُعتبر تصفح الرسائل الإلكترونية المهجورة في قمة مخروط الشراء، أما السبب الثاني الذي يمنع الزبائن من استعراض السلع فهو إضافة سلع إلى قوائم شرائهم ولكن الإحجام عن شرائها. عوضًا عن الاتصال بالجميع، يعمد المسوقون إلى إرسال رسائل إلكترونية لمن أظهروا اهتمامًا واضحًا بالمنتجات. على سبيل المثال، هم الأشخاص الذين يتصفحون الصفحات الرئيسية للموقع أو يبدأون عملية مثل إنشاء حساب أو تحميل ورقة بيضاء، لكن يوقفون العملية بعد ذلك دون شراء أي منتج أو خدمة.
عادة ما يتم تعديل الرسائل الإلكترونية الناجمة عن الإحجام عن التصفح اعتمادًا على تاريخ التصفح والبحث الخاص بالمستقبل. في هذه الحالة، ستصبح الرسائل الإلكترونية شخصية، وتستهدف الأشخاص بشكل منفرد أكثر من التسويق عبر الرسائل الإلكترونية. يمكن لتصفح الرسائل الإلكترونية الإصلاحية أن يؤدي إلى زيادة الإيرادات بنسبة 36.63%، وزيادة المبيعات بنسبة 2.79% بفعالية.

### الرسائل الإلكترونية الناجمة عن انتقاء السلع والإحجام عن شرائها
كما ذُكر سابقًا، يعتبر الإحجام عن شراء المنتجات بعد انتقائها العائق الثاني. يهدف هذا النوع من الرسائل إلى تذكير المستقبل بالسلع التي أحجم عن شرائها. تُرسل إلى العملاء ممن أضافوا منتجات إلى قائمة مشترياتهم ولكن فشلوا في إتمام عملية شرائها. وبهدف منع حدوث ذلك، يرسل المسوقون رسائل إلكترونية لإعادة تسويق السلع إلى العملاء.
وفقًا للبحث الذي أجرته شركة خدمات إكسبيريان ماركيتينغ (بالإنجليزية: Experian Marketing Services)‏، يزيد إرسال تذكار بالسلع المتروكة نسبة الشراء بمعدل 1.53% ومعدلات التصفح بنسبة 41%. بالمقارنة مع الرسائل الإلكترونية الترويجية والإعلانية، يضاعف التذكير بالطلب غير المكتمل معدل الشراء بنسبة 19 مرة.
يعتقد البعض أن إرسال الرسائل الإلكترونية الناجمة عن انتقاء السلع والإحجام عن شرائها يزعج الناس، وبما أن هذا الاحتمال وارد، أظهر أحد الأبحاث أن 69% من الناس وجدوا أن هذه الرسائل مفيدة بطريقة ما.
تتطلب الرسائل الناجمة عن انتقاء السلع والإحجام عن شرائها أن يمتلك المعلنون معلومات الاتصال مسبقًا لإرسالها. ما يستدعي تسجيل زوار الموقع ممن تركوا سلعهم المختارة فيه مسبقًا، أو شرائهم منه، أو تقديم معلومات الاتصال الخاصة بهم. تتيح التقنيات الأحدث للمسوقين تحديد زوار الموقع المجهولين أولًا باستخدام نظام تعريف يعتمد على علامات الارتباط، ومن ثم متابعتهم عن طريق البريد الإلكتروني لتغيير تصنيفهم.